# Leubinger Hügel
Der Leubinger Hügel (früher auch Stödtener Hügel) ist ein 154 m ü. NHN hoher Hügel bei Leubingen im Landkreis Sömmerda in Thüringen und gilt als monumentales Denkmal.
Zum Ende des zweiten Jahrtausends v. Chr. wurde der Hügel von Menschenhand als Großhügelgrab der frühbronzezeitlichen Aunjetitzer Kultur erbaut. Er enthielt als Zentralgrab das Fürstengrab von Leubingen; im oberen Bereich der bronzezeitlichen Hügelschüttung befanden sich zudem Nachbestattungen – 70 westslawische Gräber aus der Zeit zwischen 700 und 1100 n. Chr.

## Beschreibung und Datierung
Der Grabhügel wies zur Zeit der Ausgrabung durch Friedrich Klopfleisch eine Höhe von etwa 8,5 Metern und einen Durchmesser von etwa 34 Metern, einen Umfang von 145 Metern und ein Bauvolumen von 3270 Kubikmetern auf. Die hölzerne Grabkammer konnte dendrochronologisch auf 1942 ± 10 v. Chr. datiert werden. Die kleine Unsicherheit der Datierung ergibt sich aus der Tatsache, dass die Waldkante der Stämme nicht erhalten war und damit ihr exaktes Fälldatum nicht zu ermitteln ist.

## Forschungsgeschichte
Der Grabhügel wurde 1877 unter Leitung des Jenaer Universitätsprofessors Friedrich Klopfleisch ausgegraben. Zunächst wurden im oberen Bereich der bronzezeitlichen Hügelschüttung 70 slawische Gräber aus der Zeit zwischen 700 und 1100 freigelegt. Solche Nachbestattungen in älteren Hügelschüttungen sind nicht ungewöhnlich. Auf Bodenniveau stießen die Ausgräber auf eine unversehrte, zeltförmige Grabkammer aus Eichenholz, die wie die gesamte Bestattung in die Aunjetitzer Kultur datiert. Die Kammer war mit Schilf bedeckt, mit Kalkmörtel verfugt und mit Steinen abgedeckt. Die Steinabdeckung bestand aus weißem und rotem Sandstein, welcher aus Entfernungen bis zu 30 km herbeigeschafft wurde.
Nachbildungen der Grabkammer befinden sich im Museum für Ur- und Frühgeschichte Thüringens in Weimar sowie im Heimatmuseum Leubingen.

## Fürstengrabhügel von Leubingen
Das Hauptgrab des Leubinger Hügels barg einen männlichen Erwachsenen, der eine herausragende Persönlichkeit gewesen sein muss.
Die reichen Grabbeigaben – bestehend aus Goldschmuck, bronzenen Waffen, Metallurgengeräten, einem großen Grabgefäß sowie weiteren Keramikbeigaben – und nicht zuletzt der gewaltige Aufwand für die gesamte Begräbnisstätte bezeugen die Bestattung eines Mächtigen aus der frühen Bronzezeit.

### Vergleichbare Grabhügel
Ähnliche Grabhügel der Aunjetitzer Kultur, wie der Bornhöck wurde um 1800 v. Chr. errichtet, er liegt bei Raßnitz, einem Ortsteil von Schkopau im Saalekreis (Sachsen-Anhalt). Mit einem Durchmesser von 65 Metern und einer Höhe von vermutlich 15 Metern war er einer der größten bronzezeitlichen Grabhügel Mitteleuropas. Weitere bei Helmsdorf (Gerbstedt) mit 34 Metern Durchmesser und bei Dieskau, weitere 13 sind im mitteldeutschen Raum luftbildarchäologisch nachweisbar. Bei Łęki Małe (Klein Lenka) in Polen, etwa 70 Kilometer südlich von Posen, existiert eine Gruppe mit elf Grabhügeln der Aunjetitzer Kultur.

## Gräberlandschaft am Leubinger Hügel
Bis zum Jahr 2015 konnten in den umliegenden Gemarkungen des Leubinger Hügels umfangreiche Ausgrabungen mit einer Gesamtfläche von mehr als dreißig Hektar im Vorfeld von großflächigen Baumaßnahmen durchgeführt werden, die etwa 8000 Befunde erbrachten.
Direkt beim Leubinger Hügel wurden bei Untersuchungen einer mehr als zweiundzwanzig Hektar umfassenden Fläche etwa 6000 archäologische Befunde mit über 100.000 einzelnen Funden ergraben und dokumentiert.
Das Umfeld des bronzezeitlichen Grabmonuments erwies sich als ein vielfältiges Gräberareal mit Gräbern von der Jungsteinzeit an bis in das Frühmittelalter hinein.
Besonders herausragende Befunde zum Hügel und seiner unmittelbaren Umgebung aus einem Zeitraum von vier Jahrtausenden reichen von zwei Baalberger Trapezgrabenanlagen mit Gräbern aus der Zeit um 3500 v. Chr. (kupfersteinzeitliche Gräber des Endneolithikums), eine Siedlung der späten Bronzezeit mit einem Erdwerk über Befunde der frühen vorrömischen Eisenzeit bis zu einer Siedlung der Römischen Kaiserzeit und einem altthüringischen Herrenhof mit einer Hofgrablege aus der Zeit des Reiches der Thüringer am Ende des 5. Jahrhunderts.
Die ur- und frühgeschichtlichen Archäologen nehmen an, dass der Leubinger Fürstenhügel und seine unmittelbare Umgebung nach der Errichtung zu einem Taburaum geworden ist. Vermutlich wurden im Umfeld des monumentalen Grabmals besondere Feierlichkeiten durch die umliegenden Siedlungsgemeinschaften abgehalten.
Während der gesamten Bronzezeit und darüber hinaus blieb der Grabhügel als eindrucksvolles monumentales Grabmal fest im Bewusstsein der Bevölkerung verankert. Einige der hier siedelnden Gemeinschaften sicherten ihren Toten einen besonderen Grabplatz mit unmittelbarem Bezug zum Großgrabhügel.

### Jungsteinzeitliche Grabanlage
Reste eines Grabens, der vermutlich zu einer jungsteinzeitlichen Grabanlage gehört, wurden während Bauarbeiten in der Nähe des Leubinger Hügels entdeckt. Diese Grabanlage, etwa 1.500 Jahre älter als der frühbronzezeitliche Fürstenhügel, stellt damit den ältesten nachgewiesenen Befund dar.

### Frühbronzezeitliche Siedlung mit Gräberfeld
Bereits während der Ausgrabungen 2009/2010 wurden im Umfeld des Fürstengrabhügels frühbronzezeitliche Siedlungsspuren sowie ein kleines Gräberfeld mit 25 Gräbern entdeckt. Die Archäologen gehen davon aus, dass die Siedler an der Errichtung des Großgrabhügels beteiligt waren.

### Mittelbronzezeitlicher Grabhügel

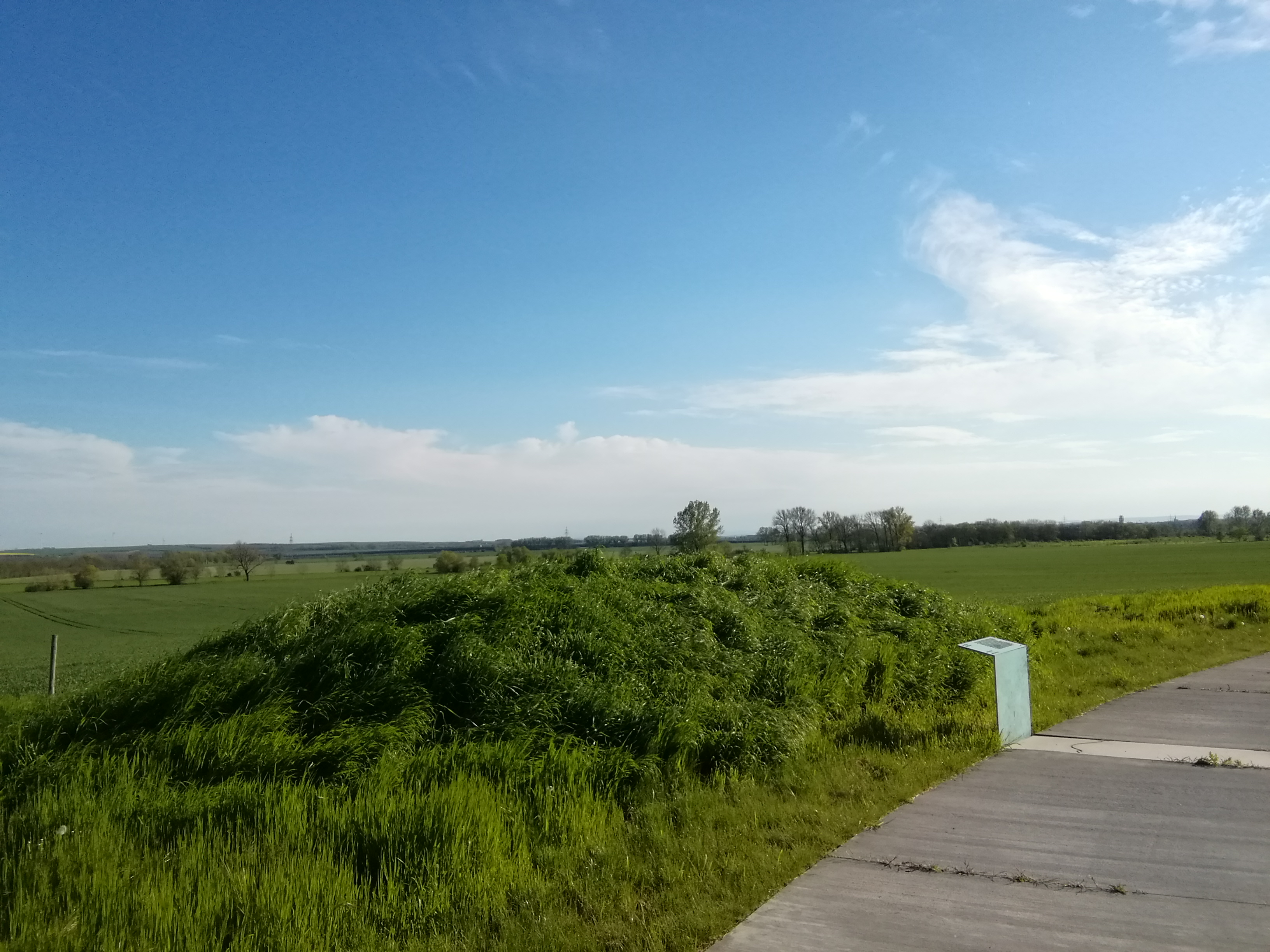
Der kleinere mittelbronzezeitliche Grabhügel mit etwa zwölf Metern Durchmesser (mit spätbronzezeitlichen Nachbestattungen) wurde im Jahr 2016 am Fuß des Hügels entdeckt und für den Zeitstrahlweg rekonstruiert (in situ).

Südlich des Hügels, im Abstand von nur wenigen Metern, wurde während der Ausgrabungen seit 2016 ein etwa zwölf Meter durchmessender Rest eines abgetragenen zweiten Hügels entdeckt, dessen Bauweise das Grab in die mittlere Bronzezeit datiert.

### Spätbronzezeitliche Nachbestattungen
Die ursprüngliche Grabanlage des mittelbronzezeitlichen Grabhügels wurde in der Spätbronzezeit um 1.000 v. Chr. gestört. Sie wurde geöffnet, ausgeräumt und anschließend zwei spätbronzezeitliche Nachbestattungen eingebaut.

### Spätbronzezeitliches Gräberfeld
An der südwestlichen Peripherie des Großgrabhügels wurde ein Gräberfeld mit acht Gräbern der späten Bronzezeit, teilweise mit umfangreichen steinernen Einbauten entdeckt.

## Kaiserzeitliche Siedlung und Gräberfeld
Während der Zeit des Römischen Kaiserreiches war der Raum des heutigen Thüringens von Germanen besiedelt, die mit der Bevölkerung an den Grenzen des Imperiums handelten. Auch im nahen Umfeld des Leubinger Hügels (Gelände der Rastanlage) wurde eine germanische Siedlung aus der Zeit um 200 n. Chr. entdeckt. Ergraben wurden vor allem Grubenhäuser, die als Werkstätten dienten, etwa um Geweih und Knochen zu bearbeiten. Aus einem Frauengrab der Siedlung wurde ein germanischer Dreilagenkamm geborgen.
Im südwestlichen Vorfeld des Großgrabhügels wurde ein kleines kaiserzeitliches Brandgräberfeld entdeckt. Die Fibeln in den Brandgräbern datieren das Gräberfeld in die Zeit um Christi Geburt.

## Völkerwanderungszeitliches Gräberfeld
Bereits während der Ausgrabungen 2009 und 2010 entdeckten und untersuchten die Archäologen nahe des Fürstengrabhügels ein kleines Gräberfeld aus der Völkerwanderungszeit, das in die Zeit des Reiches der Thüringer datiert. Herausragt das Kammergrab eines altthüringischen Reiterkriegers. Sein Waffengurt war mit einer kostbaren Schnalle ausgestattet, die zeigt, dass er offenbar der Anführer einer Kriegergruppe war. Die Materialien der Gurtschnalle in Cloisonné-Technik kamen über weitreichende Handelswege nach Leubingen. Den weitesten Weg weisen Granate aus Sri Lanka auf.

## Karolingerzeitliche Nachbestattungen
Der obere Bereich der bronzezeitlichen Hügelschüttung enthielt Nachbestattungen aus der Karolingerzeit – 70 westslawische Gräber aus der Zeit zwischen 700 und 1100 n. Chr. Das Gräberfeld wurde bereits 1877 von Friedrich Klopfleisch entdeckt.

## Weitere Ausgrabungen im Umfeld des Fürstengrabhügels

### FrühbronzezeitlicheHallemit Bronzehort
Bei Dermsdorf im Landkreis Sömmerda fanden die Archäologen die Reste eines außergewöhnlich großen Langhauses aus der Frühbronzezeit. Das Gebäude stand auf einer flachen Anhöhe in Sichtweite des Großgrabhügels.
An einer der Giebelseiten der repräsentativen Halle wurde ein Bronzedepot mit 98 Bronzebeilen und zwei Stabdolchen geborgen.

### Ringförmige Grabenanlage
Eine bisher unbekannte Grabenanlage wurde im Sommer 2009 bei Luftaufnahmen entdeckt. Sie besteht aus einem zentralen Ring mit 55 m Durchmesser und einem 250 × 330 m messenden Umfassungsgräbchen. Die Anlage befindet sich in Sichtkontakt zum Leubinger Grabhügel, ihr Alter und ihre Funktion sind derzeit noch unbekannt. Durch geomagnetische Kartierungen konnte im äußeren Umfassungsring eine Torsituation lokalisiert werden, die in Richtung des Grabhügels weist.

## Galerie

F. Klopfleischs Grabungsdokumente
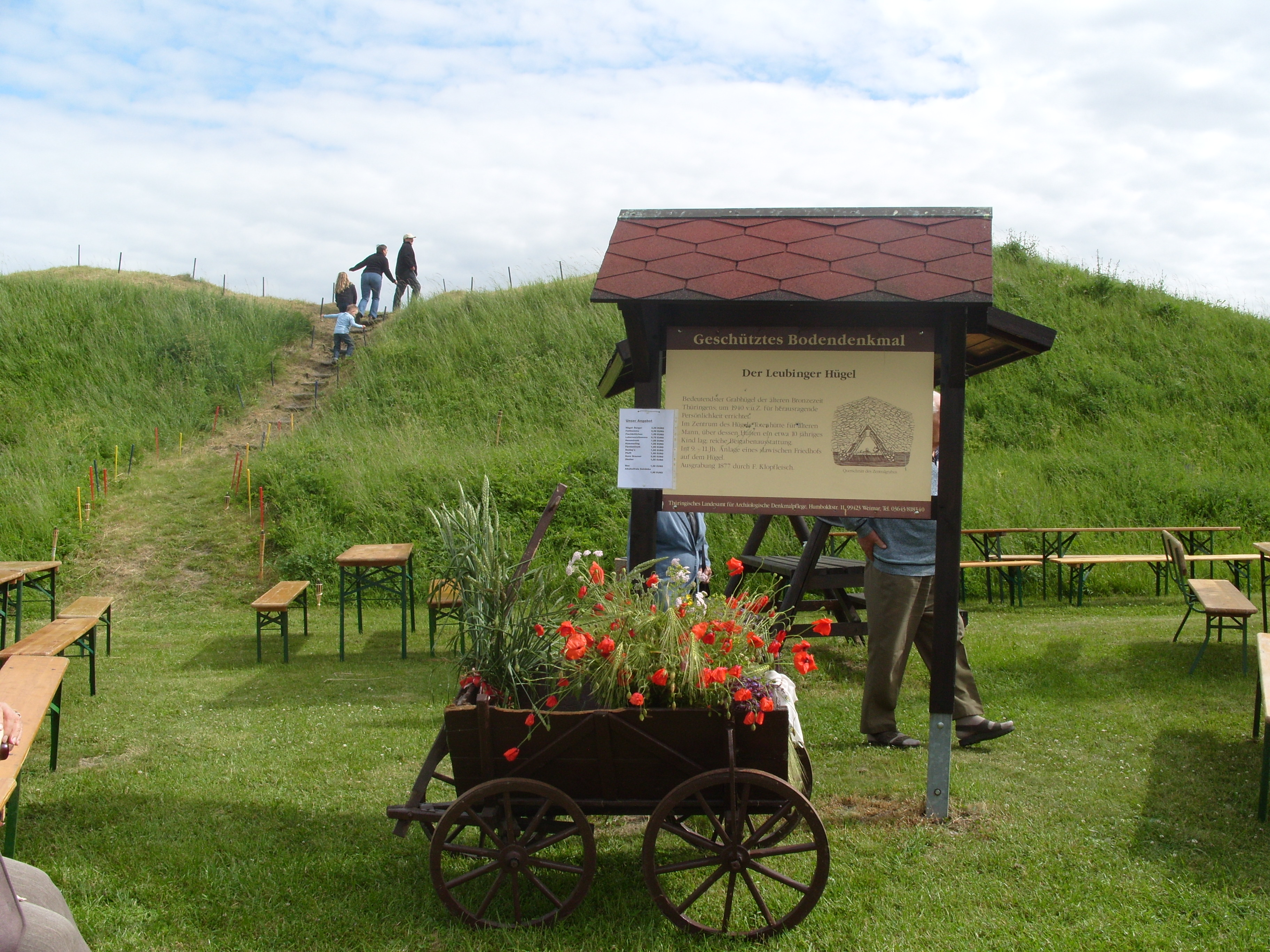
Anzeigetafel am Leubinger Hügel
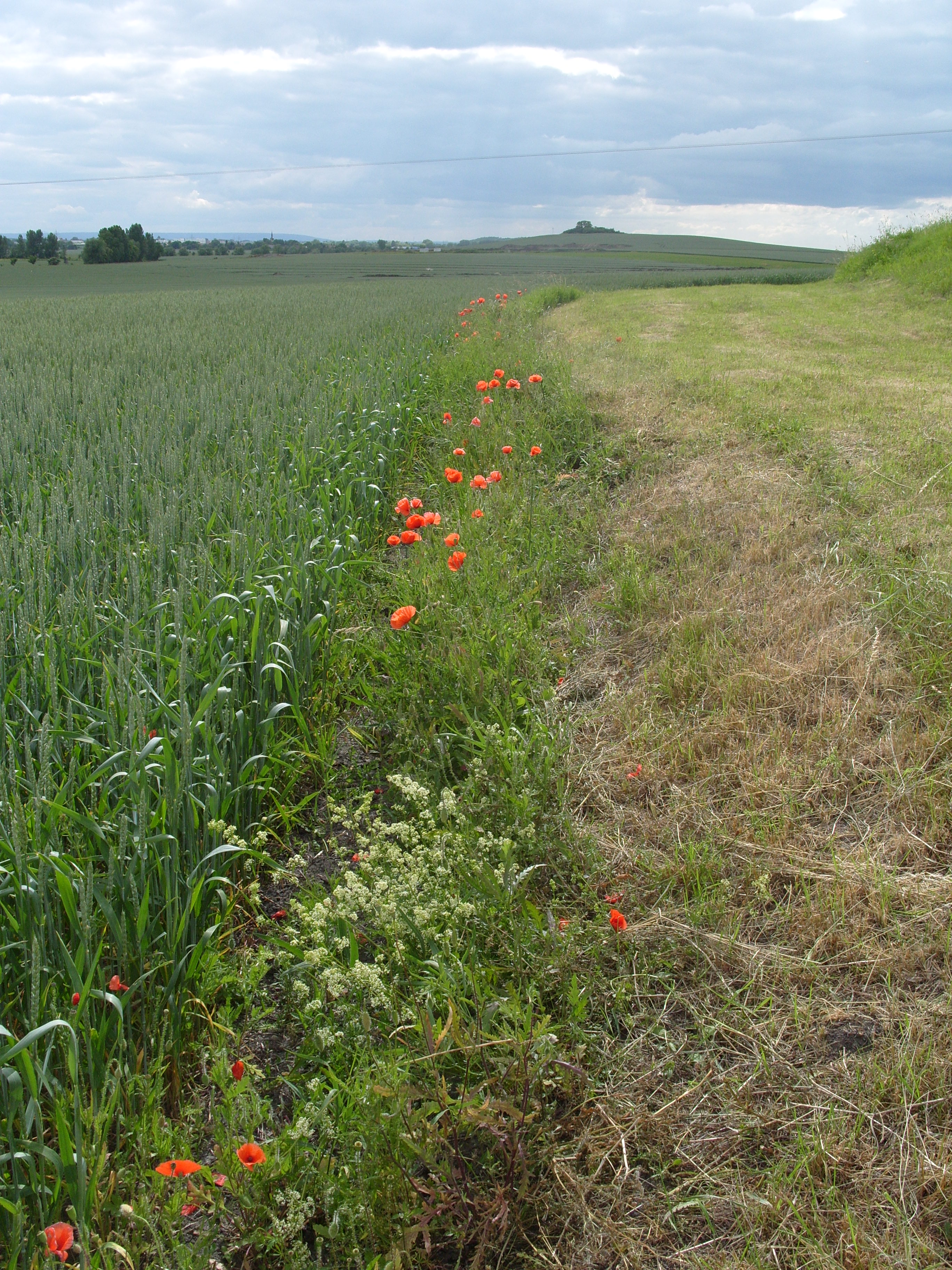
Blick vom Leubinger Hügel